# Stazione di Wynyard
La stazione di Wynyard è la più grande stazione ferroviaria sotterranea della società Sydney Trains, ubicata nel Distretto affaristico centrale di Sydney a Sydney, a 2,05 km dalla stazione centrale.
La stazione è usata da 58.040 persone in media al giorno (la terza per numero di persone a Sydney).